# Musique bruitiste
Pour les articles homonymes, voir Noise (homonymie).
 (septembre 2011).
Si vous disposez d'ouvrages ou d'articles de référence ou si vous connaissez des sites web de qualité traitant du thème abordé ici, merci de compléter l'article en donnant les références utiles à sa vérifiabilité et en les liant à la section « Notes et références ».
Sous-genres
Harsh noise, power electronics, harsh noise wall
Genres dérivés
Mathcore, shoegazing
Genres associés
Power electronics, glitch, grindcore, musique industrielle, noise pop, noise rock, onkyokei, power noise
La musique bruitiste, souvent désignée par son nom anglais noise music, est une vaste appellation pouvant regrouper divers genres musicaux, relevant de plusieurs grandes familles musicales : l'électroacoustique, la musique improvisée, le jazz, la musique industrielle et le rock. Elle se caractérise par l'assemblage de sons communément perçus comme désagréables ou douloureux, et prend à contre-pied les plus communes définitions de la musique, fondées sur sa dimension esthétique, pour s'intéresser à d'autres aspects de l'œuvre musicale : sa structure, son sens, son effet sur l'auditeur, ou les différentes caractéristiques du son.

## Histoire

### Genèse conceptuelle
Le bruitisme est apparu au début du XXe siècle, dans le cadre du mouvement futuriste italien : le 9 mars 1913, le peintre et compositeur Luigi Russolo publie le manifeste L'arte dei rumori (L'Art des bruits), qui pose les bases conceptuelles du bruitisme : selon lui, la Révolution industrielle aurait accru la capacité de l'homme à apprécier des sons complexes. C'est une révolution conceptuelle importante pour la musique contemporaine : on peut y voir les prémices d'une pensée fonctionnelle où l’œuvre musicale semble moins vouée à créer des liens structurels inédits (in-ouïs) que destinée à « fonctionner » pour chaque individu. L’essence du musical réside alors moins dans ce qui est perçu que dans ce qui est fait de ce perçu. D'ailleurs on notera qu’à la même époque, dans le domaine de la peinture les futuristes suprématistes (Malevitch, Rodchenko…) furent à l’origine d’un nouveau formalisme, constructiviste[Lequel ?], première manifestation de la peinture abstraite où la substance dégage la fonction de l’art.
La musique cherche donc, en intégrant dans son matériau les données brutes du sonore, à construire des fonctions perceptives plus substantielles (toute forme restant admise pour sa relation au matériau). Dépassant le cadre des tonalités ambiguës hérité du romantisme wagnérien, les futuristes italiens se sont essayés à fonder une nouvelle construction du musical sur des éléments qui n’étaient pas encore qualifiés d’objets sonores (cf. musique concrète), mais qui comme « bruits » de la vie courante possédaient par nature une fonction dédiée à notre environnement. Russolo conçut un grand nombre d'instruments bruitistes et mit en place un orchestre pour jouer son Gran Concerto Futuristico (1917). Cette composition reçut un accueil très hostile et violent, ainsi que son auteur l'avait prévu.

### Musiques concrète et électroacoustique
Ses idées sont reprises dans les années 1920 par Edgard Varèse, qui introduit des éléments bruitistes dans sa musique par le biais d'instruments mécaniques. John Cage compose pour sa part en 1939 sa série des Imaginary Landscapes (français : Paysages imaginaires), qui combinent des éléments tels que des bruits enregistrés, des percussions, et des radios. D'autres compositeurs contemporains tels que Pierre Schaeffer, Iannis Xenakis, Karlheinz Stockhausen ou Pierre Henry s'inscrivent dans cette continuité, et mènent des expériences à base de synthétiseurs, de bandes magnétiques et de radios, produisant les premières formes de musique électronique. Ces recherches donnent naissances à deux nouvelles formes de musique contemporaine : la musique concrète ou acousmatique et l'électroacoustique.

### Appropriation par la musique industrielle
Alors que la révolution de l'électronique offre un merveilleux instrument au plus grand nombre, les précurseurs du mouvement industriel sont les premiers à sortir le « bruitisme », même si le terme est encore inexistant à l'époque, du champ de la musique savante. Dès le milieu des années soixante, influencés par certaines expériences New-Yorkaises, le Nihilist Spasm Band de London, en Ontario, explore les limites du musical en concoctant des performances hebdomadaires à partir d'instruments inventés et d'accessoires sonores divers. Aucun d'entre eux n'est musicien de formation, et le mur de bruit qu'ils érigent est « solide ». En 1975, Boyd Rice, sous le nom de NON, commence à expérimenter les possibilités offertes par le son à l'état brut : lors de ses premières performances en public, il relie un ventilateur à une guitare électrique, ou bien se sert d'un polisseur à chaussure comme d'un instrument. Il crée des « murs sonores » extrêmement forts, et joue des conversations enregistrées, des nouvelles ou de la musique juste en deçà du seuil de compréhension. Ses morceaux peuvent allier des paysages sonores à de la poésie, ou bien combiner des éléments bruitistes en d'harmonieuses pièces rythmiques.
D'un autre côté, en France, plus directement influencé par L'Art des bruits, Vivenza, vers 1980, affichant une volonté systématique d'utilisation stricte et étroite des bruits mécaniques réels, bien qu'il commença à travailler dès 1976 avec le groupe Glace puis en 1979 avec Mécanique Populaire, qui vit à Grenoble au cœur d'une région très « industrialisée », réadapte les thèses de Luigi Russolo dont il se revendique, et s'empare des sons de l'industrie lourde de son environnement immédiat (sidérurgie, barrages, aciéries, etc.) pour produire des pièces acoustiques radicales, remettant en valeur et l'imposant par un discours théorique relativement établi et structuré, le terme même de « bruitisme » , pour en faire un genre particulier et original au sein du courant de la musique industrielle de l'époque. D'autres artistes s'inscrivent dans cette lignée, marqués par la recherche des extrêmes omniprésente dans la musique industrielle : cette tendance se distingue par son obsession du bruit, de la destruction sonore, visant aussi bien à choquer qu'à rendre mal à l'aise par un véritable nihilisme auditif. Whitehouse, au tout début des années 1980, se distingue par une imagerie extrême associée à des parties vocales saturées et scandées, visant à pousser l'auditeur dans ses derniers retranchements. Des projets tels que Controlled Bleeding, Le Syndicat, The Haters ou Smell and Quim lui emboîtent le pas.
À ce jeu de recherche du « jusqu'au boutisme sonore », le Japon va se révéler particulièrement doué, au point de mériter le terme de japanoise : sous l'influence de Whitehouse, Merzbow ou Yoshihide Ōtomo, mais aussi Masonna, Dissecting Table, KK Null, The Gerogerigegege ou Hanatarash ont façonné cette scène. Le son japonais se caractérise par une extrême puissance, des murs de bruit blanc, des beats, des dialogues, des boucles samplées. On a vu par ailleurs apparaitre dans ce contexte une forme d'improvisation libre électroacoustique plus calme, utilisant des sons purs, spatiaux, caractéristique d'artistes tels que Sachiko M, Yoshihide Ōtomo, Toshimaru Nakamura, Shigeru Kanno ou Taku Sugimoto.
Depuis quelques années est apparue une version européenne nommée power electronics, représenté surtout par des allemands comme Genocide Organ ou Dagda Mor. Aussi l'artiste Jacques se produit sur scène en improvisant, en direct, à l'aide d'objets variés, des lives s’apparentant à la musique électronique. Ils se construisent par accumulation de bruitage bouclés grâce à une pédale de boucle.

### Déclinaison rock du bruitisme

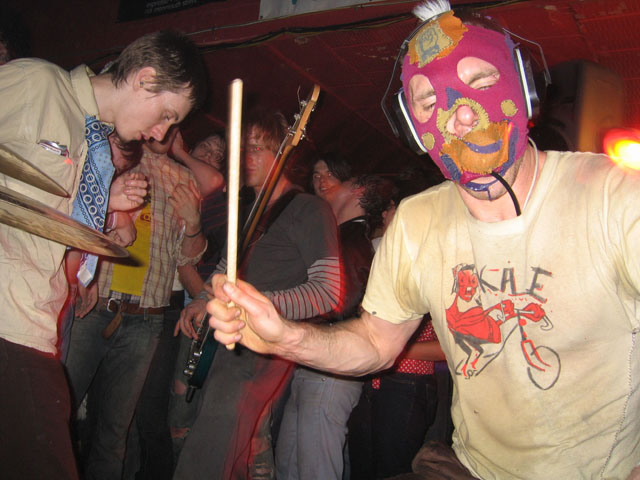
Lightning Bolt Live à Southgate House en 2005.

La première tentative bruitiste au sein de la famille du rock est due à l'ex-Velvet Underground Lou Reed, qui sort en 1975 l'album Metal Machine Music : cet OVNI sonore pourrait être aussi bien une blague qu'un moyen de se débarrasser du contrat liant Lou Reed à RCA Records. Quoi qu'il en soit, celui-ci affirme avoir composé cet album entièrement à partir de feedbacks de guitare joués à différentes vitesses.
Peu de temps après, le concept de bruitisme est pleinement intégré par la scène punk rock new-yorkaise, qui développe le mouvement no wave à partir de 1977. Cette scène allie à l'amateurisme du punk un rejet des schémas du rock et valorise l'improvisation, la dissonance et la déstructuration. C'est dans ce vivier que se forme Sonic Youth, dont la musique a une influence séminale dans la formation d'une scène qui revendique le terme « noisy » : des groupes comme My Bloody Valentine ou Spacemen 3 se voient également qualifiés de « shoegazing » en référence au fait que ces groupes jouaient souvent les yeux fixés au sol.
Cependant c'est à nouveau le Japon qui donne sa pleine signification au terme, en intégrant les apports du noise industriel : Boredoms et Melt-Banana sont les noms emblématiques de cette fusion. Leurs morceaux complètement chaotiques sont très courts et rapides, marqués par des guitares extrêmement saturées, des hurlements et des déchainements rythmiques. Enfin, à la même période apparaît sur la scène metal le grindcore : des groupes tels qu'Anal Cunt développent un style proche du noise rock appelé noisecore, qui mène à de nombreuses collaborations entre les artistes de ces deux scènes.